# Pilotrichum rufescens
Pilotrichum rufescens là một loài rêu trong họ Pilotrichaceae. Loài này được (Schimp.) Müll. Hal. mô tả khoa học đầu tiên năm 1851.